# Presa Cerrajera
La presa Cerrajera es una canalización de agua en la provincia de León que toma sus aguas del río Órbigo.

## Historia
Las primeras noticias sobre la construcción de la presa cerrajera se remontan al año 1315 en Palacios de la Valduerna, cuando se produce en dicha localidad, la donación por parte del infante Don Felipe, hijo de Sancho IV el Bravo, de las aguas del Órbigo al Cabildo catedralicio de Astorga. A raíz de este hecho, se proyecta llevar el agua del río hasta la localidad de Santa Marina del Rey, ampliando posteriormente la longitud de la presa hasta su trazado actual, desde Villanueva de Carrizo hasta Azares del Páramo. Su nombre original era el de presa Zarraguera.
La ampliación anteriormente citada, debió ser en su momento algo lógico, ya que el curso a su entrada el municipio de Valdefuentes del Páramo sigue un valle natural, cauce que no abandona hasta su desembocadura en el río Órbigo.

## Leyenda
El origen de la presa despertó la imaginación de los leoneses, que idearon una leyenda sobre el posible origen de la misma. La leyenda cuenta que tras la muerte de Almanzor en el 1002 y el posterior desmembramiento del califato, fueron muchos los mozárabes que emigraron hacia tierras leonesas en busca de una nueva tierra donde asentarse. Dos de estos mozárabes eran Alíatar y Zaida, los protagonistas de la leyenda.
Alíatar era el hijo del alamín, máxima autoridad de la zona, de un pueblo Villaviciosa de la Ribera y se encargaba de dirigir una explotación aurífera en las riberas del río. Zaida, por su parte, era hija del alamín de un pueblo que finalmente en honor a su belleza fue llamado Villazaida (Villazala). Un día, Alíatar recorrió la vega del Órbigo y acabó llegando a Villazaida, donde quedó prendado de Zaida, creyendo encontrar a la mujer de sus sueños. Zaída se mostró reacia a corresponder este amor y tras varios viajes a Villazaida, Alíatar decidió declarar su amor al padre de la joven, que no estando seguro por el noble interés del amor de Alíatar, le impuso la condición de que cuando el agua discurriese por su puerta, Zaida correspondería su amor. Esta prueba era harto complicada, ya que Villazala está situada a dos kilómetros del cauce del río y se encuentra a una elevación superior al del nivel de las aguas.
Alíatar regreso a su pueblo y pidió ayuda a su padre, que preguntó a varios agrimensores de la zona sobre la mejor manera de encarar el proyecto. El proyecto requirió de abundante mano de obra y de la buena fe de los pueblos de la zona, que deberían ceder tierras para el paso del canal, a cambio de regar las tierras libres gratis con las aguas de la presa cerrajera; algunos pueblos no quisieron ceder los terrenos gratuitamente y optaron por venderlos, esta circunstancia hizo que las tierras de estos pueblos, para ser regadas, tuviesen que pagar un canon.
Zaida, en principio reacia al amor de Alíatar, ya suspiraba por él al ver el empeño de este por lograr su amor y temía que el proyecto finalmente no llegase a buen término y que pudiese perderle para siempre. Por ello, Zaida se asomaba cada día por la ventana para ver si el agua ya discurría delante de su casa. Esto se repitió hasta que un día, cuando la desesperación era ya muy importante, vio pasar las aguas del río Órbigo por delante de su casa. Después de esto, el novio y la familia del novio vinieron acompañados de un gran cortejo, celebrándose las bodas entre Alíatar y Zaída con gran alegría de las gentes de la Ribera del Órbigo, que veían como grandes eriales se convertirían ahora en las mejores tierras de la zona.

## Fauna y flora
Tenía abundantes cantidades de cangrejos autóctonos, pero la llegada del cangrejo americano acabó con los cangrejos originales.
Ahora se pueden encontrar pecestales como Cobitis.
Pueden encontrarse en las orillas los típicos juncos, y en el agua, además de otras plantas, Ceratophyllum y Ranusculus acuatilis.

## Municipios y localidades por los que discurre
La totalidad de su cauce discurre por la provincia de León, por los siguientes municipios y localidades de la misma:
- Carrizo de la Ribera:
  - Villanueva de Carrizo
- Cimanes del Tejar:
  - Alcoba de la Ribera
- Santa Marina del Rey:
  - Sardonedo
  - Santa Marina del Rey
  - Villavante

- Bustillo del Páramo:
  - Acebes del Páramo
- Villazala:
  - Huerga de Frailes
  - Santa Marinica
  - Villazala
- Valdefuentes del Páramo:
  - Valdefuentes del Páramo
  - Azares del Páramo

## Información
- Web de Vadefuentes del Páramo

- Datos: Q6085307